# Humphry Marshall
Humphry Marshall (født 10. oktober 1722 i Marshalltown, Pennsylvania, død 5. November 1801 sammesteds) var en amerikansk botaniker og plantehandler.

## Biografi
Humphry Marshall blev født i landsbyen Marshalltown i Chester County, Pennsylvania. Han var fætter til botanikerne John Bartram og William Bartram. Som mange andre tidlige amerikanske botanikere var han kvæker.
Marshall fik en grundlæggende engelsk uddannelse, blev sat i lære som stenhugger og levede i nogle år af dette erhverv. Snart efter sit ægteskab i 1748 med Sarah Pennock overtog han ansvaret for faderens gård, og omtrent på samme tid begyndte han at interessere sig for astronomi og naturhistorie, hvad der fik ham til at bygge et lille observatorium i et hjørne af ejendommen. Han specialiserede sig tidligt i hjemmehørende planter, da John Bartram først havde fået vækket hans interesse for botanik. I 1767 overtog han ejerskabet af familiens jord, og i 1773 opbyggede han en botanisk have i Marshallton med både ihjemmehørende og eksotiske planter. Det blev den anden i USA, da John Bartram havde skabt den første.
I 1785 offentliggjorde Marshall "Arboretum Americanum: the American Grove, an Alphabetical Catalogue of Forest Trees and Shrubs, Natives of the American United States". I mange år var han kasserer for Chester County og bestyrelsesmedlem i det lokale lånekontor. I 1786 blev han indvalgt som medlem af American Philosophical Society, og han var medlem af andre, videnskabelige selskaber.
Marshalls første kone døde i 1786, og han giftede sig i 1788 med Margaret Minshall. Han fik ikke børn med nogen af sine koner. I sine senere år blev han delvist blind på grund af grå stær.

## Eftermæle
Humphry Marshall er blevet kaldt "Amerikansk dendrologis fader".
En planteslægt, Marshallia, blev navngivet til ære for Humphry Marshall og hans nevø, Moses Marshall, der også var botaniker.
Marshall Square Park i West Chester, Pennsylvania, ligger 6 km øst for Marshallton, hvor H.M. blev født. I 1848 fik pladsen i West Chester navnet ”Marshall Square” til hans ære. Den 27. Juni 2007 blev udråbt til Humphry Marshall Day af byens borgmester, Dick Yoder — og en længe ønsket plade med parkens navn blev afsløret.

## Notes
1. ↑  "National Historic Landmarks & National Register of Historic Places in Pennsylvania". CRGIS: Cultural Resources Geographic Information System. Arkiveret fra originalen (Searchable database) 21. juli 2007. Hentet 30. juli 2013. Note: Dette omfatter Pennsylvania Register of Historic Sites and Landmarks (august 1971). "Pennsylvania Historic Resource Survey Form: Derbydown Homestead" (PDF). Arkiveret fra originalen (PDF) 12. maj 2014. Hentet 2013-07-30.
2. 1 2 3 4  Appletons' Cyclopædia of American Biography: Humphry Marshall, 1900